# Пауло Сезар Карпеджані
Пауло Сезар Карпеджані (порт. Paulo César Carpegiani, нар. 7 лютого 1949, Ерешин) — бразильський футболіст, що грав на позиції півзахисника. По завершенні ігрової кар'єри — футбольний тренер. Наразі очолює тренерський штаб команди «Корітіба».
Виступав за клуби «Інтернасьйонал» та «Фламенго», а також національну збірну Бразилії.

## Клубна кар'єра
Народився 7 лютого 1949 року в місті Ерешин. Розпочав кар'єру в клубі «Інтернасьйонал» у 1970 роцы. Він прийшов у найуспішніший в історії клубу час: команда з ним у складі 6 разів поспіль виграла чемпіонат штату Ріу-Гранді-ду-Сул і двічі чемпіонат Бразилії. Найбільш успішно Карпеджані грав у зв'язці з Фалькао. У 1975 році Карпеджані отримав важку травму меніска, довго відновлювався; однак пізніше він набрав форму і зміг знову бути одним з найкращих півзахисників Бразилії.
У 1977 році Карпеджані за 5,7 млн крузейро був проданий в клуб «Фламенго», де в ті роки відмінно виступав юний Зіку. Карпеджані взяв шефство над молодим гравцем. З «Фла» Карпеджані виграв два чемпіонати штату, а в останній рік чемпіонат Бразилії. У 1980 році він знову отримав травму меніска і вирішив завершити свою кар'єру. 15 вересня 1981 року Карпеджані провів прощальний матч, у якому «Фламенго» грав проти «Бока Хуніорс», гра завершилася з рахунком 2:0 на користь «Фла», після гри було коло пошани, в якому Карпеджані супроводжували два гравця — Зіку і Дієго Марадона. Через рік, однак, Карпеджані зіграв ще один матч — з клубом «Нью-Йорк Космос». Всього ж за «Фламенго» Карпеджані провів 223 матчі і забив 12 м'ячів.

## Виступи за збірну
Завдяки своїй грі Карпеджані в 1973 році був викликаний Маріо Загалло до збірної Бразилії, а через рік поїхав в її складі на чемпіонат світу як заміна Клодоалдо. На турнірі він провів 6 матчів, а бразильці зайняли 4-е місце. Згодом Карпеджані взяв участь у Кубку Америки 1979 року у різних країнах, на якому команда здобула бронзові нагороди,
Всього протягом кар'єри у національній команді Пауло провів у формі головної команди країни 17 матчів.
У складі збірної був учасником чемпіонату світу 1974 року у ФРН,  розіграшу Кубка Америки 1997 року у Болівії, чемпіонату світу 1998 року у Франції.

## Кар'єра тренера
Відразу після завершення ігрової кар'єри Карпеджані почав тренерську кар'єру, очоливши «Фламенго». Зробити це його змусили обставини: загинув головний тренер клубу Клаудіо Коутіньйо. Карпеджані дісталася сильна команда, і в перший же рік він виграв чемпіонат штату, Кубок Лібертадорес і Міжконтинентальний кубок. Після перемоги в чемпіонаті Бразилії рік потому, Карпеджані поїхав у Саудівську Аравію, де очолив клуб «Аль-Наср», з яким переміг у Кубку Саудівської Аравії.
Після повернення в Бразилію Карпеджані працював з клубами «Інтернасьйонал», «Наутіко Ресіфі», «Бангу», «Палмейрас» і «Корітіба». Потім працював у Еквадорі з «Барселоною» та Парагваї з «Серро Портеньйо», який зробив чемпіоном. У 1996 році Карпеджиани очолив збірну Парагваю, якою керував на Кубку Америки 1997 року у Болівії та довів до 1/8 фіналу чемпіонату світу 1998 у Франції.
Пізніше він працював із «Сан-Паулу», де став відомий тим, що виключив з команди Рожера за зйомки в оголеному вигляді для гей-журналу. Робота Карпеджані з «Сан-Паулу» виявилася невдалою, команда не змогла прийняти нову тактику, в результаті в 67 матчах вона здобула 40 перемог, 9 нічиїх та 18 поразок. Потім він тренував «Фламенго», але не зміг повторити свій колишній результат з цим клубом, лише дійшовши до фіналу Кубка Гуанабара.
Пізніше він тренував «Атлетіко Паранаенсе» та «Крузейро», але без успіху. Потім Карпеджані тренував збірну Кувейту, також безуспішно. 
У 2007 році Карпеджані очолив «Корінтіанс», замінивши Емерсона Леао. У той рік у клубі була криза, що призвела до звільнення президента команди Алберто Дуаліба, а сам клуб виступав невдало, займаючи після 24 матчів 13-е місце. 
У квітні 2009 року Карпеджані очолив «Віторію» з Салвадора, яку привів до перемоги в штаті і виходу в чвертьфінал Кубка Бразилії. Поразка від «Васко да Гами» в 1/4 фіналу турніру призвела до критики Карпеджані в пресі за те, що він використовував гравців на незвичних їм позиціях.
На початку жовтня 2010 року був призначений головним тренером клубу «Сан-Паулу» вдруге в своїй кар'єрі. В травні у нього виник конфлікт з гравцем своєї команди, зірковим Рівалду, який був незадоволений, що його не випустили на поле в одному з матчів. 7 липня 2011 року після того, як «Сан-Паулу» зазнав третьої поразки в чемпіонаті поспіль, терпіння президента клубу та спортивного директора урвався і вони звільнили тренера. 
16 травня 2012 року Карпеджані очолив клуб серії B «Віторія» (Сальвадор). 21 жовтня 2012 року Карпеджані був звільнений від займаної посади. Під його керівництвом «Віторія» провела 31 гру, при 19 перемог, 6 нічиїх і 6 поразок. У наступному році він тренував клуб «Понте-Прета».
5 серпня 2016 року Пауло Сезар був призначений головним тренером клубу «Корітіба».

## Титули і досягнення

### Як гравця
- Чемпіон штату Ріу-Гранді-ду-Сул: 1970, 1971, 1972, 1973, 1974, 1975, 1976
- Чемпіон Бразилії: 1975, 1976, 1980
- Чемпіон штату Ріо-де-Жанейро: 1978, 1979

### Як тренера
- Володар Трофею Гуанабара: 1981, 1982
- Чемпіон штату Ріо-де-Жанейро: 1981
- Володар Кубка Лібертадорес: 1981
- Володар Міжконтинентального Кубка: 1981
- Чемпіон Бразилії: 1982
- Володар Кубка Саудівської Аравії: 1982
- Чемпіон Парагваю: 1994
- Чемпіон штату Баїя: 2009